# 沙弗來石
沙弗萊石（英語：Tsavorite）又稱鉻釩鈣鋁榴石，為石榴石族中鈣鋁榴石的變種，因為含微量的鉻與釩導致顏色呈現鮮艷的翠綠色。

## 性質
沙弗萊與祖母綠相比，視覺上光澤亮並且顏色艷綠。

## 產地資訊
沙弗萊石產地分散，於南非、斯里蘭卡、巴基斯坦、坦尚尼亞皆有產出。
1968年在坦桑尼亞首次被發現，並由美國珠寶商蒂芙尼以發現地東察沃國家公園加以命名。